# جف بلوکلی
جف بلوکلی (به انگلیسی: Jeff Blockley) بازیکن فوتبال زادهٔ ۱۲ سپتامبر ۱۹۴۹ اهل انگلستان بود که سابقهٔ بازی در تیم ملی فوتبال انگلستان را در کارنامهٔ خود دارد. وی در تاریخ ۱۱ اکتبر ۱۹۷۲ تنها بازی ملی خود را در مقابل تیم ملی فوتبال یوگسلاوی انجام داد.